# 1999년 정동진독립영화제
제1회 정동진독립영화제는 1999년 7월 29일에 열린 시상식이다.

## 수상 및 후보

### 섹션1
- 고추 말리기 - 장희선
- 동시에 - 김성숙
- 동정없는 세상 - 에릭 로샹
- 소풍 - 송일곤
- 아름다운 시절 - 이광모
- 야하니의 하루 - 김원
- 어디갔다 왔니? - 김진성
- 중앙역 - 월터 살레스
- 책상줄을 맞춰라 - 우범준
- 하얀 풍선 - 자파르 파나히
- 햇빛 자르는 아이 - 김진한
- 책상줄을 맞춰라 - 고영민